# Casa Godes
La Casa Godes és una obra amb elements gòtics i renaixentistes d'Arnes (Terra Alta) inclosa a l'Inventari del Patrimoni Arquitectònic de Catalunya.

## Descripció
Originalment constava de dues plantes tal com es pot percebre dessota l'arrebossat de la façana. La tercera està construïda amb reble, mentre que les restants ho estan amb baix de carreu. L'arc d'entrada ha estat encegat per un alter rebaixat i el balcó de la planta primera fou, en un primer moment, una finestra, com es pot apreciar a partir de les motllures presents i als carreus de la seva part inferior (sobre la qual apareix la data "1588".